# Illtal
Illtal es una comuna nueva francesa situada en el departamento de Alto Rin, de la región de Gran Este.

## Historia
Fue creada el 1 de enero de 2016, en aplicación de una resolución del prefecto de Alto Rin de 17 de diciembre de 2015 con la unión de las comunas de Grentzingen, Henflingen y Oberdorf, pasando a estar el ayuntamiento en la antigua comuna de Oberdorf.

## Demografía
| Gráfica de evolución demográfica de Illtal entre 1800 y 2013 |
|                                                              |

Los datos entre 1800 y 2013 son el resultado de sumar los parciales de las tres comunas que forman la nueva comuna de Illtal, cuyos datos se han cogido de 1800 a 1999, para las comunas de Grentzingen, Henflingen y Oberdorf de la página francesa EHESS/Cassini. Los demás datos se han cogido de la página del INSEE.

## Composición
| Comuna delegada | Código INSEE | Población (2013) | Superficie (km²) | Densidad (hab./km²) |
| --------------- | ------------ | ---------------- | ---------------- | ------------------- |
| Grentzingen     | 68108        | 553              | 5.18             | 107                 |
| Henflingen      | 68133        | 210              | 2.65             | 79                  |
| Oberdorf        | 68240        | 596              | 4.13             | 144                 |